# Calymmaria farallon
Espèce
Calymmaria farallon est une espèce d'araignées aranéomorphes de la famille des Cybaeidae.

## Distribution
Cette espèce est endémique de Californie aux États-Unis,. Elle se rencontre dans le comté de San Francisco dans les îles Farallon.

## Description
Les femelles mesurent de 7,50 à 9,83 mm et les mâles de 5,55 à 7,35 mm.

## Étymologie
Son nom d'espèce lui a été donné en référence au lieu de sa découverte, les îles Farallon.

## Publication originale
- Heiss & Draney, 2004 : Revision of the Nearctic spider genus Calymmaria (Araneae, Hahniidae). Journal Of Arachnology, vol. 32, no 3, p. 457-525 (texte intégral).